# Festa Major del Carmel
La Festa Major del Carmel se celebra la primera quinzena de juliol al barri del Carmel, al districte d'Horta-Guinardó de Barcelona. Per la festa major s'hi fan moltes activitats, adreçades a gent de totes les edats i amb gustos ben variats. Hi ha esdeveniments esportius, concerts i balls, àpats comunitaris i actes solidaris o destinats a conèixer millor la història del barri. La cultura popular hi és molt present, sobretot la del foc, amb la colla dels Diables del Carmel i els seus dracs. La primera celebració de la festa major, tal com l'entenem avui dia, es va fer el 1979.

## Actes destacats
- Cercavila de festa major. Les agrupacions de foc del barri, com els Diables del Carmel, juntament amb més colles veïnes, organitzen la cercavila de festa major. En aquest cas el foc i la pólvora hi tenen un paper molt destacat, perquè la integren principalment diables, tabalers, dracs i trabucaires.[1]
- Tabalada i correfoc. L'últim dia de festa major els Diables del Carmel i els Banyetes d'Horta organitzen la tabalada i el correfoc, en què solen convidar alguna altra colla de la ciutat. Després de la tabalada i abans no comença el correfoc, totes les colles de diables fan una encesa general.[1]